# 竜崎鉄道1号蒸気機関車
竜崎鉄道1号蒸気機関車（りゅうがさきてつどう1ごうじょうききかんしゃ）は、竜崎鉄道（現在の関東鉄道竜ヶ崎線の前身）が1900年の路線開業に際して用意した蒸気機関車の1両。
元々は太田鉄道（現在の水郡線の前身）が、路線開業に備えて同型機3両を購入したものの、開業直前に軌間を762mmから1,067mmへ変更し、客貨車などと共に営業運転に使用しないまま売却処分した内の1両を、竜崎鉄道がその路線開業に備えて購入したものである。
本項目では同一経緯で日本へ輸入された同形機2両についても併せて記述する。

## 概要
現在の水郡線の前身であり、沿線住民の出資によって設立された太田鉄道は、水戸 - 久慈川間の路線建設を計画した当初、建設費が低廉であることを重視して762mm軌間で路線建設を行うこととした。これに合わせ、1894年にアメリカのボールドウィン・ロコモティブ・ワークス(BLW)社から3両のC形タンク機関車（メーカー製番(W.Nos.)14075 - 14077）が購入された。なお、BLW社での完成時期は1894年8月で、太田鉄道では公式には車番を付与されないままに終わっている。
太田鉄道は資金難から路線建設工事が遅れ、さらに開業直前の1897年に突如全線を1,067mm軌間へ改軌することを決定、既に購入されていたこれら3両の機関車を含む762mm軌間用車両が、一度も営業運転に使用されないまま不要となった。
これらの車両は全て売却処分されることとなったが、幸い新規鉄道の開業が相次いでいた時代であったことから中古車両は引く手あまたの状態であり、太田鉄道で1号となるはずであったW.No.14075は、馬車鉄道として開業準備中にやはり計画を変更して蒸気動力鉄道とすることとなった竜崎鉄道が購入、1900年8月14日に開業した同社のNo.1となり、残るW.Nos.14076・14077の2両は帝国海軍臨時建築部舞鶴支部が工事用として購入したと推定されている。

## 構造
BLW社の種別呼称番号(Class Number)で6-10-D 3 - 5、つまり全車輪数が6で8インチ径のシリンダーを備え、動輪数が6の機関車としてBLW社が製造した3番目から5番目の機関車に当たる。
これらはBLW社から日本に輸入された蒸気機関車としては最初の762mm軌間用で、これら3両以外には、同型機が日本へ輸入された例は確認されていない。
2フィート2インチ（約660mm）径のスポーク動輪を3つ並べ、台枠の内側にスティーブンソン式弁装置を置いた、この時代のBLW社の標準的な設計手法に従う飽和式蒸気機関車である。
水タンクはボイラー上に鋲接で組み立てた鞍状のサドルタンクと呼ばれる構造のものをボイラー左右のランボードで支持する形で搭載している。また、やはり鋲接で組み立てられた運転台は後部に風雨避けの窓ガラスなどが存在せず、そのまま大きく開口した、いわゆる開放型となっている。
煙突は先端にそろばん玉状の火の粉止めを内蔵するこの時期のBLW社の標準仕様品で、ボイラー上にはこの煙突に続いて水タンクに囲まれた形で砂箱と蒸気ドームが並ぶ。
前部の端梁はボイラー煙室部に斜めに渡して結合された2本のステーで支えられ、ここに後部と同一の螺旋連環式連結器を備える。

## 運用
ここでは太田鉄道が購入した3両の同型機それぞれについて個別に記述する。

### W.No.14075
竜崎鉄道では、初代No.2の動作が好調とは言い難かったこともあって762mm軌間時代を通じて主力機関車として使用された。
もっとも、第3動軸の中心から後部端梁まで1,956mm（6フィート5インチ）と第1・第3動軸間の軸距(1,650mm)よりも大きなオーバーハングを備えるこの機関車には、運転速度を上げると運転台後部が大きく振られる恐れがあった。そのため竜崎鉄道ではこの問題を解決するために従輪を1軸追加して対処している。
また、開放的な設計の運転台は降雨時などに不便であったためか、後に側面開口部へ引き戸式の木戸を外付けしていたことが残された写真で確認できる。
1915年の竜崎鉄道線の全線改軌により廃車となった後、しばらく買い手を探して保管されていたが、1921年にやはり不要となったNo.2（2代）や客貨車と共に開業準備中の赤穂鉄道へ譲渡され、同社で1形1となった。
赤穂での入線に際しては2形2となった旧竜崎No.2と共に地元の保坂鉄工所で整備され、この際に従輪を撤去、新造時と同じ軸配置Cに復元されている。
赤穂鉄道ではその特徴的な外観から「カメさん」と呼ばれ親しまれたとされる。もっとも、従輪を撤去したために運転速度を上げると蛇行動により運転台周辺が激しく揺さぶられる問題が再び発生するようになっており、脱線事故の発生回数が多かったと伝わっている。
赤穂では約15年使用された後、老朽化で1936年に廃車、その後赤穂機関庫で解体された。

### W.No.14076
帝国海軍に購入され、その臨時建築部舞鶴支部で工事用として使用されたと推定されている。
そのため、その後の運用状況は機密の壁に阻まれて明らかになっていない。鉄道研究家の小宅幸一は、発掘した図面から磐城炭礦軌道線に払い下げられたとの説を唱えているが、現時点では決定的な解が出ていない。
この機関車については、第二次世界大戦後の消息もまた、明らかではない。ただし、大阪・日本橋の五階百貨店店頭で「機関車売ります」として売りに出されたと新聞紙上で報じられた機関車の諸元が本形式と一致し、またこれら3両以外に同仕様の機関車が日本へ輸入されていないこと、それに同時期の他の2両の消息については明確になっていることから、この機関車がW.No.14076であった可能性が高いと考えられている。
もっとも、安保彰夫による調査が行われた1970年代後半の段階で、既に当時の事情を知る五階百貨店関係者からの聞き取りによる調査が、関係者の死去等の理由で既に不可能となっており、そのため売りに出された後の同機関車の販売先は確認されていない。

### W.No.14077
No.14076と共に帝国海軍に購入されたが、こちらは比較的早期に売却処分となった。
同機は既存のNo.3が不調で代機を探していた九州の松浦炭礦が購入、2代目No.3と付番された。
松浦炭礦が購入した時点でこの機関車は既に大きく荒廃しており、運転台やボイラー上の水タンクは腐朽などにより事実上喪失状態であったとされる。そのため、松浦炭礦が導入する際には、全溶接構造のサドルタンクを新製して取り付け、運転台は廃車となった初代No.3の、つまりNo.4→佐世保鉄道No.14→ケ215形ケ215となった摂津鉄道由来のスイス・ロコモティブ・アンド・マシン・ワークス社製Cタンク機関車の同型機に搭載されていた運転台を若干の手直しの上で流用し、米瑞日合作の異様な外観の機関車となった。
松浦炭礦改め岡本彦馬専用鉄道が1933年10月24日に佐世保鉄道へ合併されると、本車は佐世保鉄道在来車との番号重複を避けてNo.13へ改番、さらに1936年10月1日の佐世保鉄道国有化で国鉄籍へ編入されると、従輪を備えていたことからケ600形ケ600と改番された。もっとも、老朽車であったことから松浦線改軌よりも一足先に休車となり、保管されていた。
しかし、竜ヶ崎鉄道よりの譲受車であるNo.2が1940年に廃車となり
、しかも第二次世界大戦の開戦に伴う燃料統制でガソリンカーが事実上使用できなくなったことで、致命的な機関車不足に陥っていた赤穂鉄道が1941年に本機の払い下げを受け、C1形13として従輪を撤去した状態で使用を開始した。
つまり、赤穂鉄道は1形1となったW.No.14075の廃車解体後約5年を経て、同機と同一ロットで製作された姉妹機を、全く別の経路から再び購入したことになる。
この状態で本車は戦時中の赤穂鉄道の貨客輸送を支えたが、元々老朽車で末期はボイラーバレルの煙管を全て交換せねば蒸気機関車としての再起が不可能なほどにコンディションが悪化していたことや、1形1、つまりW.No.14075と同様、脱線癖があったこと、本車購入後1942年に、重要物資である赤穂産の塩の陸上輸送を一手に担う同鉄道に対し、車両統制会から新製蒸気機関車の割り当てが認められ、本江機械製作所製Cタンク機関車がC10形1010として新製投入されていたこと、それに客車化していた元の片ボギー式ガソリンカーを改造したディーゼル機関車（DLC10形ハ6）が一定の成功を収めていたことなどから1950年に廃車、森製作所でその台枠および動輪、サイドロッドなどを流用してDLC10形D102ディーゼル機関車が新造され、さらに不要となったボイラーは赤穂御崎の御崎館という旅館で風呂を沸かすボイラーとして転用されたと伝えられている。
なお、D102はハ6と共に1951年12月11日の赤穂鉄道廃止後、静岡鉄道駿遠線へ譲渡された。D102については1952年5月14日付けで竣工して同社DC106となった後、1955年12月に同社大手工場で第2動軸を撤去してDB606へ改造、1960年代中盤の路線短縮に伴う車両整理まで、BLW社製の動輪輪心を保ったまま使用されている。